# Município de Union (condado de Champaign, Ohio)
O município de Union (em inglês: Union Township) é um município localizado no condado de Champaign no estado estadounidense de Ohio. No ano de 2010 tinha uma população de 2.210 habitantes e uma densidade populacional de 22,7 pessoas por km².

## Geografia
O município de Union encontra-se localizado nas coordenadas 40° 03′ 52″ N, 83° 38′ 36″ O. Segundo a Departamento do Censo dos Estados Unidos, o município tem uma superfície total de 97.35 km², da qual 97.28 km² correspondem a terra firme e (0.07%) 0.07 km² é água.

## Demografia
Segundo o censo de 2010, tinha 2.210 habitantes residindo no município de Union. A densidade populacional era de 22,7 hab./km². Dos 2.210 habitantes, o município de Union estava composto pelo 97.15% brancos, o 1.09% eram afroamericanos, o 0.05% eram amerindios, o 0.45% eram asiáticos, o 0.14% eram insulares do Pacífico, o 0.23% eram de outras raças e o 0.9% pertenciam a duas ou mais raças. Do total da população o 0.86% eram hispanos ou latinos de qualquer raça.